# Magnetflöde
Inom elektromagnetism är magnetflöde, även benämnt magnetiskt flöde, {\displaystyle \Phi _{B}}, ett begrepp som mäter hur mycket av ett magnetiskt fält passerar genom någon viss yta, och i vilken riktning. Det är värt att notera att det inte finns något fysikaliskt flöde associerat med ett magnetiskt fält, men eftersom det magnetiska fältet beskrivs av ett vektorfält {\displaystyle {\vec {B}}({\vec {x}})}, och eftersom vektorfält också används för att modellera fysikaliska flöden, kan vi välja att tala om magnetiska fält i termer av "flöden".
Vi definierar det magnetiska flödet {\displaystyle \Phi _{B}} som produkten av det magnetiska B-fältet (flödestätheten) och arean av någon yta. Låt {\displaystyle S} vara en yta med en riktning (utsida) given av en normal vektor {\displaystyle {\vec {n}}} till varje punkt på ytan. Då blir det magnetiska flödet, {\displaystyle \Phi _{B}}, en integral över ytan {\displaystyle S}, där det magnetiska fältet genom små areaelement {\displaystyle dA} summeras.
{\displaystyle \Phi _{B}=\int _{S}{\vec {B}}\cdot {\vec {n}}\;dA=:\int _{S}{\vec {B}}\cdot \;d{\vec {A}}}
I den intuitiva bilden med fältlinjer, kan denna integral förstås i termer av att "räkna antalet fältlinjer som passerar genom en viss yta".
Om det magnetiska fältet är konstant över ytan {\displaystyle S} så blir integralen ekvivalent med vanlig skalärprodukt.
{\displaystyle \Phi _{B}={\vec {B}}\cdot {\vec {A}}}
En av maxwells ekvationer (Gauss lag för det magnetiska fältet) innebär att det magnetiska flödet genom en sluten yta {\displaystyle S'} är noll.
{\displaystyle \oint _{S'}{\vec {B}}\cdot \;d{\vec {A}}=0}
Magnetflöde mäts i enheten Wb (weber) eller Vs (volt-sekund).

## Motivering
När en ledare rör sig över ett magnetfält påverkas elektronerna i ledaren med en Lorentzkraft; ledaren får ett överskott av elektroner på ena sidan. Då induceras en spänning i ledaren som är produkten av B-fältet och hastigheten som ledaren rör sig med samt ledarens längd:
{\displaystyle e=B\cdot v\cdot l}
Elektronerna förskjuts till en viss del av ledaren – riktningen kan bestämmas med Lenz lag. Ledaren rör sig vinkelrätt mot magnetfältet med hastigheten {\displaystyle v} eller {\displaystyle \Delta m/\Delta s}
{\displaystyle e=B\cdot {\frac {\Delta m\cdot l}{\Delta s}}}
{\displaystyle \Delta m} gånger längden {\displaystyle l} är lika med arean {\displaystyle A}.
{\displaystyle e\cdot \Delta s=B\cdot A}
{\displaystyle \Phi =e\cdot s=B\cdot A}